# 200 Po Vstrechnoy Tour

200 Po Vstrechnoy Tour es el tour oficial del grupo t.A.T.u. que promueve su debut, 200 Po Vstrechnoy. La gira comenzó en mayo, y se desarrolló a través de numerosas ciudades de toda Rusia.
Siguiendo las altas ventas del álbum 200 Po Vstrechnoy, en mayo de 2001, t.A.T.u. salieron de gira. Los conciertos se celebraron en numerosas ciudades de toda Rusia, Kazajistán, y el resto de Europa oriental, que atrae a grandes multitudes. También dieron algunos conciertos en Europa Central. En todos los conciertos usaron el método de playback, en el sentido de que las chicas no cantan realmente debido a las complejas coreografías, solo algunos conciertos realizaron enteramente en vivo.

## Lista de canciones
| Europa |
| --- |
| 1. Ya Soshla S Uma (Introducción — Hardrum Remix) 2. «Ya Soshla S Uma» 3. «Zachem Ya» 4. «Ya Tvoya Ne Pervaya» 5. «30 Minut» 6. «Nas Ne Dogonyat» 7. «Doschitai Do Sta» 8. «Robot» 9. «Ya Tvoi Vrag» 10. «Malchik Gay» 11. «30 Minut» (Interludio — Moscow Grooves Institute Remix) 12. «Ya Soshla S Uma» (DJ Ram Remix) 13. «Nas Ne Dogonyat» (Repetición — En algunos conciertos hacían un repetición igual que Ya Soshla S Uma o Ya Tvoya Ne Pervaya) |

| 2002 Tracklist |
| --- |
| 1. Ya Soshla S Uma (Introducción — Hardrum Remix) 2. «Ya Soshla S Uma» 3. «Klouny» 4. «Zachem Ya» 5. «Ya Tvoya Ne Pervaya» 6. «30 Minut» 7. «Nas Ne Dogonyat» 8. «Malchik Gay» 9. «Prostye Dvizheniya» |

## Fechas de la gira
| Europa                   |                          |             |                                       |
| 26 de noviembre de 2000  | Moscú                    | Rusia       | Element Club                          |
| 15 de diciembre de 2000  | Moscú                    | Rusia       | Secondary School N.º 1113             |
| 10 de febrero de 2001    | Odesa                    | Ucrania     | Palace Of Sports                      |
| 16 de febrero de 2001    | Ekaterimburgo            | Rusia       | Myshotera                             |
| 18 de febrero de 2001    | Rostov del Don           | Rusia       | Sport Hall                            |
| 23 de febrero de 2001    | San Petersburgo          | Rusia       | Plaza Club                            |
| 17 de marzo de 2001      | Moscú                    | Rusia       | Kremlin Hall                          |
| 15 de mayo de 2001       | Moscú                    | Rusia       | Radisson-Slavuanskaya                 |
| 27 de mayo de 2001       | Moscú                    | Rusia       | Down Town                             |
| 2 de junio de 2001       | Moscú                    | Rusia       | Kremlin Hall                          |
| 11 de junio de 2001      | Moscú                    | Rusia       | Musical Podium                        |
| 4 de julio de 2001       | Almaty                   | Kazajistán  |                                       |
| 12 de julio de 2001      | Krasnodar                | Rusia       |                                       |
| 13 de julio de 2001      | Minsk                    | Bielorrusia |                                       |
| 15 de julio de 2001      | Kiev                     | Ucrania     | Counterassembly Area                  |
| 31 de julio de 2001      | Cheliábinsk              | Rusia       |                                       |
| 1 de agosto de 2001      | Ekaterimburgo            | Rusia       | Circus Arena                          |
| 3 de agosto de 2001      | Tiumén                   | Rusia       |                                       |
| 10 de agosto de 2001     | Sochi                    | Rusia       | Beach                                 |
| 18 de agosto de 2001     | Petropávlovsk-Kamchatski | Rusia       |                                       |
| 19 de agosto de 2001     | Jabárovsk                | Rusia       |                                       |
| 20 de agosto de 2001     | Yakutsk                  | Rusia       |                                       |
| 24 de agosto de 2001     | Malinas                  | Ucrania     |                                       |
| 9 de septiembre de 2001  | Kiev                     | Ucrania     |                                       |
| 10 de septiembre de 2001 | Donetsk                  | Ucrania     | Sports Place 'Friendship'             |
| 21 de septiembre de 2001 | San Petersburgo          | Rusia       | Anniversary                           |
| 29 de septiembre de 2001 | Zaporizhia               | Ucrania     |                                       |
| 30 de septiembre de 2001 | Járkov                   | Ucrania     |                                       |
| 1 de octubre de 2001     | Donetsk                  | Ucrania     | Sports Place 'Friendship'             |
| 1 de octubre de 2001     | Krasnodar                | Rusia       |                                       |
| 11 de octubre de 2001    | San Petersburgo          | Rusia       | Club Water Sea (Akvatoria)            |
| 18 de octubre de 2001    | Krasnodar                | Rusia       |                                       |
| 19 de octubre de 2001    | Rostov del Don           | Rusia       |                                       |
| 22 de octubre de 2001    | Kiev                     | Ucrania     |                                       |
| 29 de octubre de 2001    | Dnipropetrovsk           | Ucrania     |                                       |
| 17 de noviembre de 2001  | Moscú                    | Rusia       | The State Kremlin Place of Congresses |
| 23 de noviembre de 2001  | San Petersburgo          | Rusia       |                                       |
| 4 de diciembre de 2001   | Rostov del Don           | Rusia       |                                       |
| 6 de diciembre de 2001   | Nizhnevartovsk           | Rusia       | Tuymen Area                           |
| 8 de diciembre de 2001   | Kiev                     | Ucrania     | Counterassembly area                  |
| 11 de diciembre de 2001  | Nizhni Nóvgorod          | Rusia       |                                       |
| 14 de diciembre de 2001  | Narva                    | Estonia     |                                       |
| 20 de diciembre de 2001  | Tiumén                   | Rusia       |                                       |
| 21 de diciembre de 2001  | Berlín                   | Alemania    |                                       |
| 26 de diciembre de 2001  | Kiev                     | Ucrania     |                                       |

### 2002 Tour
| Europa                |                 |                 |                               |
| 15 de febrero de 2002 | Riga            | Letonia         |                               |
| 22 de febrero de 2002 | Sofia           | Bulgaria        | Sala 1 del NDK                |
| 24 de febrero de 2002 | Varna           | Bulgaria        | Palacio de Deportes y Cultura |
| 1 de marzo de 2002    | San Petersburgo | Rusia           | Plaza Club                    |
| 8 de febrero de 2002  | San Petersburgo | Rusia           | Yubileini Hall                |
| 4 de abril de 2002    | Praga           | República Checa |                               |
| 16 de abril de 2002   | Tel Aviv        | Israel          |                               |